# Ellis Clarke
Sir Ellis Emmanuel Innocent Clarke (ur. 28 grudnia 1917 w Belmont, zm. 30 grudnia 2010) – trynidadzko-tobagijski polityk. 
Pierwszy prezydent tego kraju od 1 sierpnia 1976 do 13 marca 1987, drugi i ostatni Gubernator Generalny od 15 września 1972 do 1 sierpnia 1976. 
24 listopada 2010 przeszedł zawał. Zmarł 30 grudnia 2010 w wieku 93 lat.